# Церковь Покрова Пресвятой Богородицы (Красный Лиман)
Церковь Покрова Пресвятой Богородицы — православный храм в селе Красный Лиман Панинского района Воронежской области. Входит в состав Панинского благочиния Борисоглебской епархии Русской православной церкви.

## История
Каменная церковь в селе Красный Лиман построена в 1892 году. Расположена в центре села на возвышенности. В 1930-х годах её пытались взорвать, но неудачно — рухнул рядом стоящий дом. Храм простоял в полуразрушенном виде более 70 лет, пока не началось его восстановление. С 1994 года имеет статус объекта исторического и культурного наследия областного значения.

## Архитектура
Церковь была построена в формах эклектики. Алтарная часть восстановлена. Храмовая часть образована крупным четвериком с восьмигранным световым барабаном граненого купола. С запада к храмовой части примыкает длинная трапезная со встроенной колокольней, верхние ярусы которой утрачены. Фасад церкви выдержан в формах неоклассицизма. Внутри храма частично сохранились росписи по штукатурке.

## Фотографии

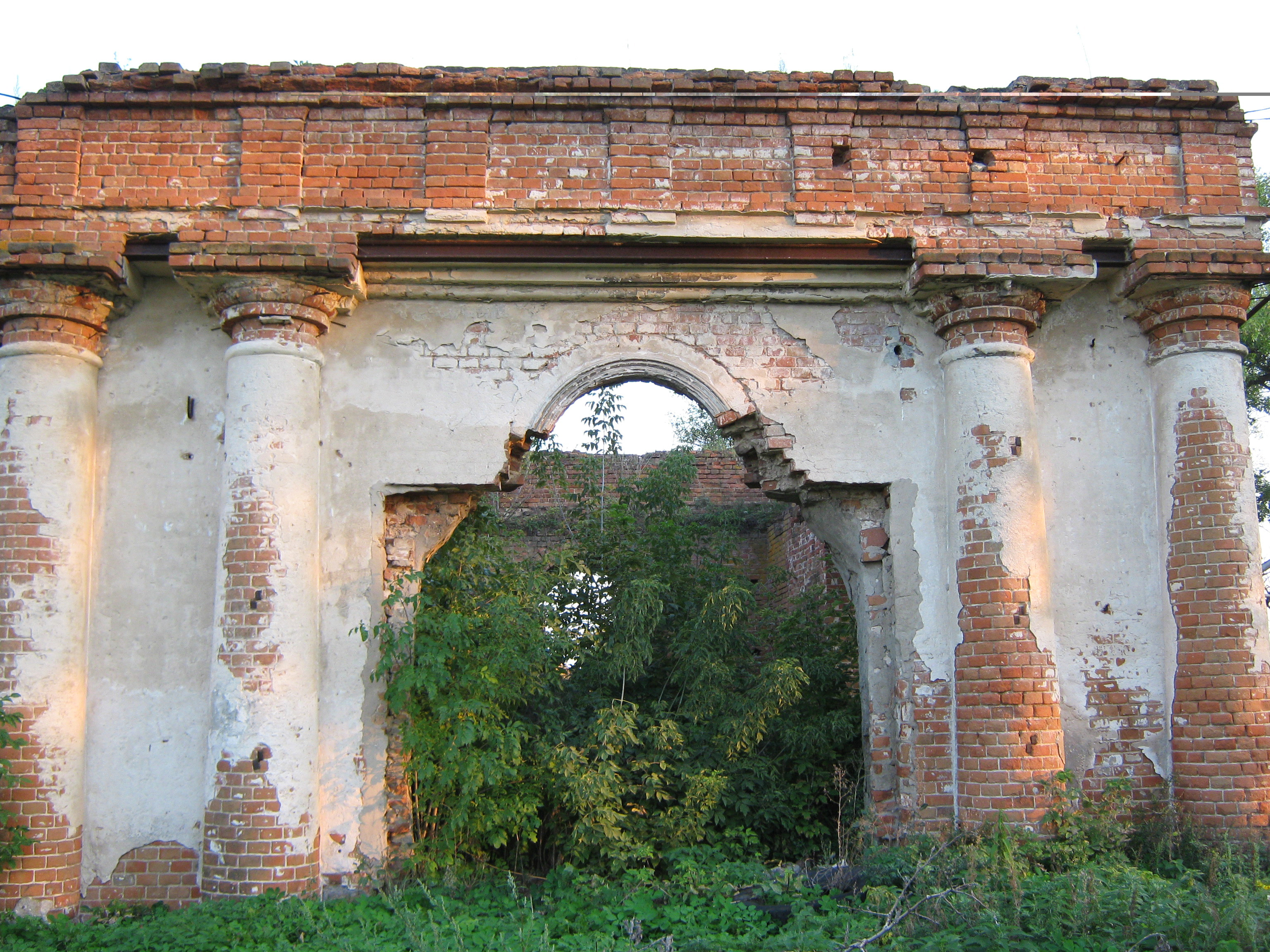
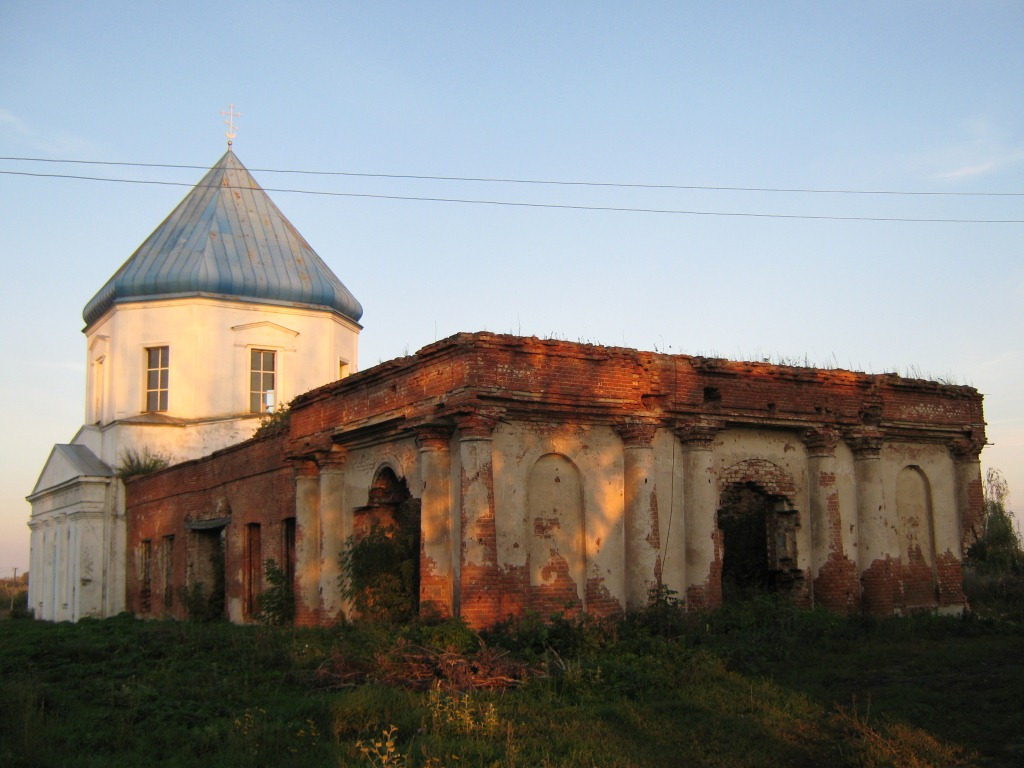